# Anarchokommunizmus
Anarchokommunizmus, más néven anarchista kommunizmus, kommunista anarchizmus vagy szabad kommunizmus egy politikafilozófia és anarchista gondolkodási iskola, amely az állam, a kapitalizmus, a bérmunka és a magántulajdon megszüntetését támogatja (miközben megtartja a személyi tulajdon tiszteletét, a közösség tulajdonában lévő tárgyakat, árukat és szolgáltatásokat), továbbá támogatja a termelőeszközök közös tulajdonát, közvetlen demokráciát, valamint a fenntartható termelés és fogyasztás elősegítését célzó munkavállalói tanácsok hálózatát a „mindenki képességei szerint, mindenkinek szükségletei szerint” elv alapján. Az anarchokommunizmus egyes formáit, például a felkelő anarchizmust erősen befolyásolja az egoizmus és a radikális individualizmus. A legtöbb anarchokommunista az anarchokommunizmust az egyén és a társadalom közötti ellentét megbékélése módszerének tekinti.

## Története
Az anarchokommunisták elutasítottak mindennemű állami szervet, és az állam “elhalása” helyett annak azonnali eltörlését, forradalmi harcot követeltek. Az anarchokommunisták szerint ezt a diktatúrát az önmagát megszervező proletár osztály gyakorolja majd (e szerveződés megfelelő formájának többnyire a munkástanácsokat vagy a kommunákat tartották), amely kíméletlen diktatúrát gyakorol a burzsoáziával szemben, de adott esetben akár a mozgalmon belül jelentkező reformizmussal szemben is. Így elutasították a klasszikus anarchizmus univerzális szabadságképét, és sokkal kisebb hangsúlyt helyeztek az egyén szerepére, mint általában az anarchisták. Megtartották azonban viszolygásukat minden politikai szerveződéssel szemben: a forradalmat mindig a termelők önfelszabadításaként értékelték, és a gazdasági harc formáira, mindenekelőtt az általános sztrájkra és az abból-amellett kifejlődő fegyveres felkelésre helyezték a hangsúlyt. 
A célzott politikai merényleteket adott esetben elfogadhatónak, sőt szükségesnek tartották, ám ideológiájuknak ez csak periférikus része volt: az 1890-es évek híres anarchista merényleteiért magányos, individualista anarchisták, illetve ilyen elméleti alapon álló kis csoportosulások voltak inkább felelősek. Az anarchokommunizmus gyakran összefonódott a tanácskommunizmussal, különösen Németországban.
A mozgalomnak Európában sok híve volt, főleg az 1930-as 1940-es években. Elterjedt volt Franciaországban, Németországban és Magyarországon is. Legismertebb magyar anarchokommunista Schiess József. Maroknyi csoportja elsősorban merényletekre koncentrált, kevésbé az ideológiai munkára. Schiess csoportját a negyvenes évek végére felszámolták.
Az anarchokommunizmus fogalmát gyakran azonosítják az anarchista kommunizmussal, ám ez nem teljesen helytálló. Itt egy lényegében marxista irányzatról van szó, amely azonban mélységesen antietatista, és a szerveződésben elutasítja a hagyományos pártformát. Az anarchokommunizmus (Angliában anarchomarxizmusnak is nevezték) gyökerei a XIX. század hatvanas-hetvenes éveiig nyúlnak vissza; előképeit – Marx és Bakunyin mellett – Joseph Dietzgenben, Johann Mostban, Ricardo Flores Magónban stb. találta meg (akik mindnyájan fontosnak tartották a marxizmus és az anarchizmus “újraegyesítését”). Németországban az anarcho-szindikalizmushoz (Karl Roche és az FVGD-S), Angliában a Guy Aldred vezette Antiparlamentarista Kommunista Federációhoz (APCF), Franciaországban a “platformista” Pjotr Arsinovhoz és Nesztor Ivanovics Mahnóhoz, valamint az Anarchista-Kommunista Unióhoz (UAC) kötődött.
Napjainkban a szakszervezetek iránti kritikus attitűd jellemző erre a mozgalomra, így jelentős mértékben megkülönböztethető az anarchoszindikalizmustól.
Az anarchokommunisták igyekeztek átültetni elképzeléseiket a gyakorlatba is, például az ukrajnai Mahnovscsina esetében. Erről az anarchista közösségek listája ír részletesebben.

## Anarchokommunisták
- Pjotr Alekszejevics Kropotkin
- Nesztor Ivanovics Mahno

## Gazdaságelmélete
Az anarchista kommunizmus központi eleme a pénz, az árak és a bérmunka eltörlése. Ha a vagyon elosztásának gyakorlata önmeghatározott szükségleteken alapszik, akkor az emberek szabadon folytathatják azokat a tevékenységeket, amelyeket a legmegfelelőbbnek találtak, és nem kellene többé olyan munkát végezniük, amelyre nincs szükség.
Az anarchikommunisták azt állítják, hogy egyetlen ember gazdasági hozzájárulásának értékét sem lehet érvényes módon mérni, mivel az összes vagyon a jelenlegi és az előző generációk közös terméke. Például nem lehet mérni a gyári munkás napi termelésének értékét anélkül, hogy figyelembe vesszük, hogy a szállítás, étel, víz, menedék, pihenés, gépi hatékonyság, érzelmi hangulat stb. hogyan járulnak hozzá a termeléséhez. Annak érdekében, hogy bármi valóban numerikus gazdasági értéket nyújtson, túl sok externáliát és járulékos tényezőt kell figyelembe vennünk, különösen a jelenlegi vagy a múltbeli munkaerőt, amely hozzájárul a jövőbeli munkaerő felhasználásának képességéhez. Ahogy Kropotkin állította: "Nem lehet különbséget tenni az egyes emberek munkája között. A munka eredményeinek mérése abszurditáshoz vezet; az elosztás és a munkával töltött órákkal történő mérés ugyanúgy abszurditáshoz vezet. Egy dolog marad: tegyük az igényeket a munka elé, és mindenekelőtt ismerjék el az élethez való jogot, és később az élet kényelmét, mindazok számára, akik részt vesznek a termelésben.."

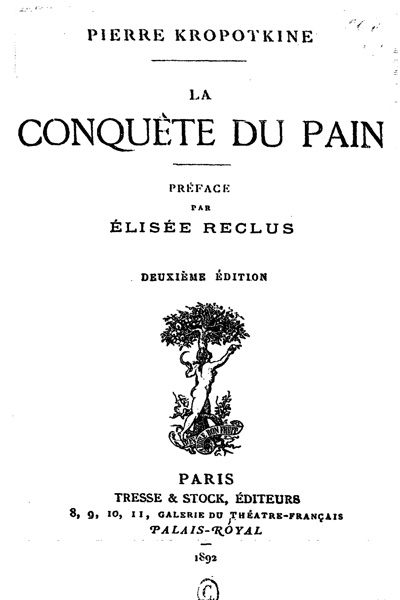
A kenyér meghódítása, Pjotr Alekszejevics Kropotkin nagy hatású műve, amely az anarchokommunizmus gazdasági jövőképét mutatja be

Az anarchokommunizmusnak számos közös vonása van a kollektivista anarchizmussal, ám e kettő különbözik egymástól. A kollektivista anarchizmus hisz a kollektív tulajdonban, míg a kommunista anarchizmus tagadja a tulajdonjog egész koncepcióját és a használat elvében hisz. Lényeges, hogy a „bérbeadó” és a „bérlő” absztrakt kapcsolata már nem létezne, mivel az ilyen jogcímeket feltételes jogi kényszerítésnek tekintik (a szellemi tulajdonhoz fűződő jogok szintén megszűnnének, mivel az szintén a tulajdon egyik formája). Amellett, hogy a bérleti díjakat és az egyéb díjakat kizsákmányoló jellegűnek tartják, az anarchokommunisták úgy vélik, hogy ez önkényes nyomás, amely arra ösztönzi az embereket, hogy össze nem függő funkciókat lássanak el. Elutasítják az életnek azt a civilizációs alapelvét, mely szerint annak van joga élni, aki dolgozik, hiszen a születés olyan kényszerű adottság, amelyet senki sem önként vállalt magára. Így tehát a munkát mint önként vállalt tevékenységet értelmeznék, mivel a Földön való léthez a születés jogán mindenkinek egyformán - az elvégzett munka mennyiségétől függetlenül - joga van.

## Filozófiai gondolatok

### Motiváció
Az anarchista kommunisták elutasítják azt az állítást, miszerint a bérmunkára szükség van, mert az "emberi természet" miatt az emberek alapvetően lusták és önzőek. Gyakran felhozzák példának azt, hogy még az úgynevezett "tétlen gazdagok" is gyakran találnak hasznos tennivalókat annak ellenére, hogy minden igényüket mások munkája kielégíti. Az anarchokommunisták általában nem értenek egyet az előre meghatározott"emberi természet" iránti hittel, azzal érvelnek, hogy az emberi kultúra és viselkedése nagymértékben a szocializáció és a termelési mód határozza meg. Sok anarchista kommunista, például Pjotr Kropotkin, szintén úgy gondolja, hogy az emberi evolúciós fejlődés az, hogy az emberek kölcsönös előnyök és túlélés érdekében együtt működjenek, ahelyett, hogy magányos versenytársak legyenek. 

### Szabadság, munka és szabadidő
Az anarchista kommunisták a kommunizmust olyan eszközként támogatják, amely a mindenki számára a legnagyobb szabadságot és jólétet biztosítja, nem pedig csak a gazdagoknak és hatalommal rendelkezők számára. Ebben az értelemben az anarchista kommunizmus mélyen egyenlőség filozófia.
Az anarchista kommunizmus mint anarchista filozófia minden formában ellenzi a hierarchiát. Az anarchista kommunisták úgy gondolják, hogy senkinek sincs joga mások mesterének , vagy 'főnökének' lenni , mivel ez a kapitalizmus és az állam fogalma, és magában foglalja a hatalmat az egyén felett. Néhány kortárs anarchista kommunista és a baloldali anarchia támogatói, mint például a Bob Black,  a munka fogalmának elutasítása, teljes egészében annak érdekében, hogy a szükséges létfenntartási feladatokat önkéntes szabad játékká alakítsák.

### Individualizmus és kollektivizmus
Egyes anarchikommunisták (és kollektivista anarchisták is) elutasítják az "individualizmust" és a "kollektivizmust" ámító fogalmakként.  Azt állítják, hogy az egyének a "nagyobb jóért" áldozzák fel magukat, vagy a "közösség" vagy "társadalom" uralják őket. Ez azért nem lehetséges, mert a társadalom is egyénekből áll, nem pedig az egyéntől elkülönülő összetartó egységként működik, és azt állítják, hogy az egyének felett történő kollektív ellenőrzés zsarnokság, tehát az anarchizmust ellenzi.
Mások, például Lucien van der Walt és Michael Schmidt azt állították, hogy "a valódi szabadság és az egyéniség csak egy szabad társadalomban létezhet", és hogy az "anansztrópás burzsoá individualizmussal szemben" az anarchizmus "a szabadság mély szeretetén alapul, amelyet társadalmi termékként értünk, az emberi jogok mély tiszteletében, az emberiség és annak lehetőségeinek mély ünnepe és elkötelezettség egy olyan társadalmi forma iránt, amelyben az „igazi egyéniség” visszavonhatatlanul kapcsolódik a „legmagasabb kommunista társadalmi képességhez”.

### Tulajdon

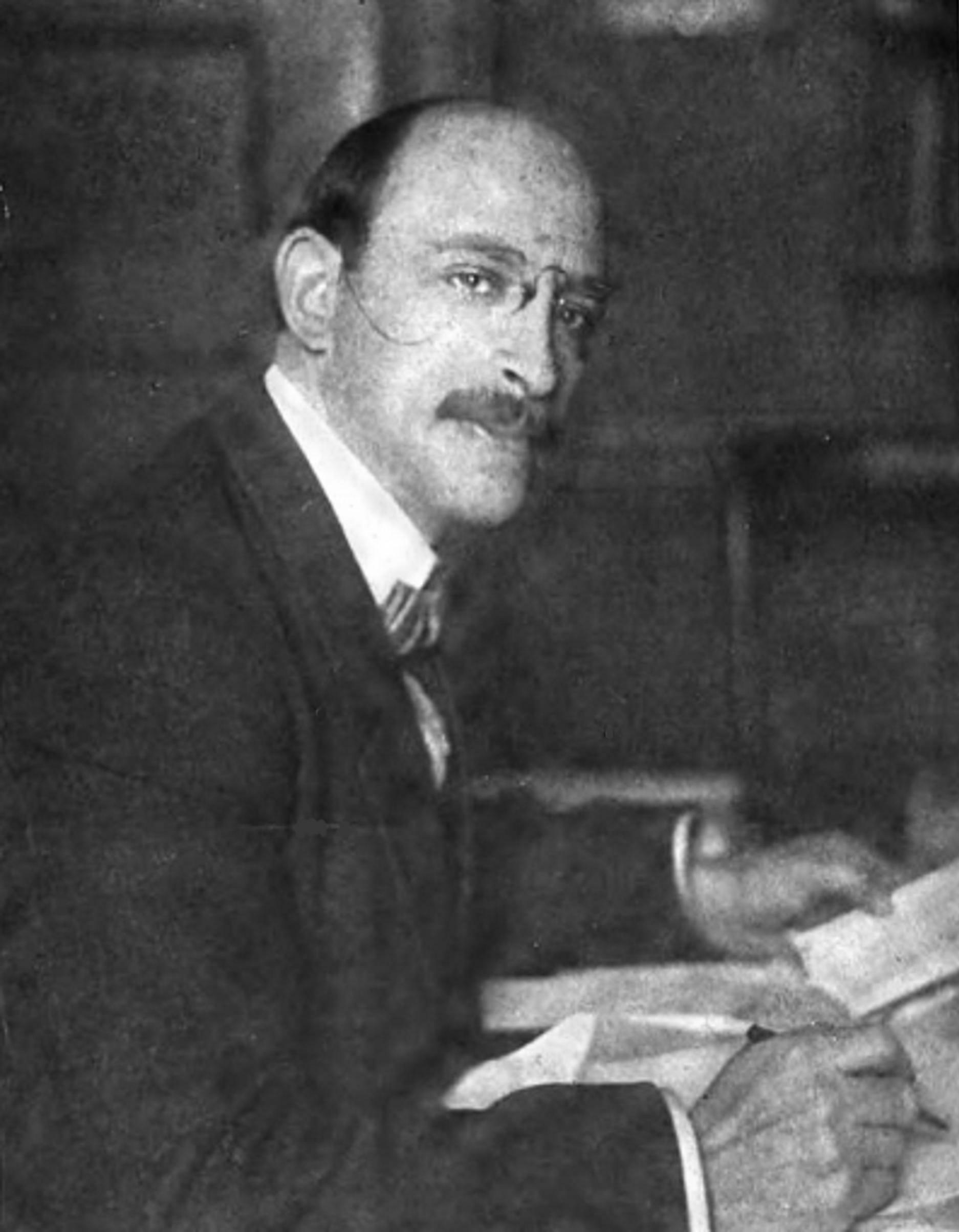
Alexander Berkman a nyereség helyettesítését szorgalmazta a közös vagyonnal rendelkező közösségekkel szemben, ahol egy csoport minden tagja megosztotta vagyonát

Az anarchista kommunisták ellenzik a kapitalista elképzelést, miszerint a közösség tulajdonát csak erővel lehet fenntartani, és hogy a természetben semmi ilyen helyzet áll fenn (pl. hangyák).  és a gyakorlatban sem megváltoztathatatlan, hivatkozva a közösségi magatartás számos példájára, amelyek természetesen a kapitalista rendszerekben is előfordulnak.  Az anarchista kommunisták felszólítják a magántulajdon eltörlését, miközben tiszteletben tartják a személyes vagyont. Mint ilyen, a kiemelkedő anarchokommunista Alexander Berkman azt állította: "A forradalom megszünteti a termelési és forgalmazási eszközök magántulajdonát, és ezzel együtt kapitalista üzletet folytat. A személyes birtoklás csak azokban a dolgokban marad, amelyeket használ. Így az ön órája a saját, de az órák gyára az emberek tulajdonában van. A föld, a gépek és az egyéb közművek kollektív vagyontárgyak, nem vásárolhatók, sem nem adhatók el. A tényleges felhasználás az egyetlen tulajdonjog, nem a tulajdon, hanem a birtoklás szempontjából. Például a szénbányászok szervezete a szénbányákat fogja felelni, nem mint tulajdonosok, hanem az üzemeltető ügynökség. Hasonlóképpen a vasúti testvériségek vezetik a vasútvonalakat és így tovább. Kollektív birtoklás, együttműködésben a a közösség, a magántulajdonban lévő, nyereségszerzés céljából helyet foglal el. "
Fontos különbség az anarchista kommunizmus és  marxista kommunizmus között az, hogy kié a munkás terméke. Mindkét ideológia úgy véli, hogy a munka terméke nem tartozik a  kapitalistahoz, mivel azt a munkavállaló, nem pedig a munkáltató készíti, azonban enyhe különbségek vannak az anarchista kommunista Pjotr Kropotkin és Karl Marx véleménye között. Marx kijelentette, hogy a munkavállaló munkaterméke a munkavállalóhoz tartozik, mivel azt a munkavállaló készíti el. Ezzel szemben Kropotkin azt mondta, hogy a munkás munkája a közösség egészéhez tartozik. Kropotkin azzal érvelt, hogy ez az eset áll fenn, hogy a munkavállaló a korábban elmondhatatlan milliók munkájára támaszkodott, mielőtt még a munkáját megkezdte, és ezért munkájának a közösséghez kell tartoznia, mivel részesült a közösség tudásából.  Ez a megértés biztosítását szolgálta, minden mindenkinek tartozik, mert a jelen minden erényét csak más népek múltbeli erőfeszítéseinek köszönhetően tette lehetővé.

### Közösségek mint egy gazdasági demokrácia
Az anarchikommunizmus kritikus volt egy egyszerű gondolat iránt, hogy a munkavállalók tulajdonolják a munkahelyeket és azok szövetkezeti adminisztrációját. Noha nem ellentétes a szindicizmus taktikájával, ellenzi az anarchoszindikalizmus elképzelését, mint egy elméletet, amely szerint a posztkapitalista gazdaságot ipari szindikátumok szövetségeibe állítják át.
Az anarchikommunizmus ehelyett azt javasolja, hogy a jövő társadalmát területileg szervezzék szabad közösségek (települések) útján, ahelyett, hogy iparilag a munkás szakszervezetek (szindikátusok) útján szerveződnének. Mindegyik települést integrált politikai-gazdasági egységnek tekintik, amely megszünteti a különbséget a munka és a közösség között, valamint egy szélesebb közösségi konfederáció részeként, amely más ilyen autonóm településekből áll, összekapcsolódva önkéntes szerződéses megállapodások útján. Ezt úgy tekintik, hogy legyőzzük a szocializmus „munkás” formáinak gazdasági centrizmusát, amelyek kizárólag a munkahelyen, mint a tett helyén koncentrálnak.
Az anarchikommunizmusban a kommunizmus szó a közösségek politikájára, valamint a közösségek gazdaságára utal.